# Мачар
Мачар — село в Тляратинском районе Дагестана. Входит в состав сельского поселения сельсовет Чадаколобский.

## География
Расположено в 11 км к северу от районного центра — села Тлярата, на реке Сараор.

## Население
| 1869 | 1888 | 1895 | 1926 | 1939 | 1970 | 1989 |
| ---- | ---- | ---- | ---- | ---- | ---- | ---- |
| 80   | ↗93  | ↗105 | ↘46  | ↘30  | ↘9   | ↘0   |
| 2002 | 2010 | 2021 |      |      |      |      |
| ↗19  | ↗100 | ↗109 |      |      |      |      |